# Roberto Lago
Roberto Lago Soto, meglio noto come Roberto Lago (Vigo, 30 agosto 1985), è un ex calciatore spagnolo, di ruolo difensore.

## Caratteristiche tecniche
Terzino sinistro, in grado di giocare al centro della difesa.

## Carriera
Muove i suoi primi passi nel settore giovanile del Celta Vigo. Aggregatosi alla prima squadra, esordisce tra i professionisti il 26 agosto 2007 contro il Córdoba alla prima giornata di campionato. Il 18 agosto 2012 esordisce nella Liga contro il Málaga da titolare. Lascia il terreno di gioco al 43' della ripresa per far posto a Mario Bermejo.
Il 12 giugno 2013 viene tesserato per quattro stagioni dal Getafe. A causa di persistenti problemi fisici, non riesce a giocare con continuità.
Svincolatosi - nell'accordo era prevista la rescissione del contratto in caso di retrocessione - dalla società spagnola, il 9 luglio 2016 passa a parametro zero all'APOEL, firmando un contratto valido per due stagioni. Il 15 settembre esordisce nelle competizioni europee contro l'Astana nella prima giornata della fase a gironi di Europa League.

## Statistiche

### Presenze e reti nei club
Statistiche aggiornate al 5 novembre 2017.
| Stagione            | Squadra             | Campionato          | Campionato | Campionato | Coppe nazionali | Coppe nazionali | Coppe nazionali | Coppe continentali | Coppe continentali | Coppe continentali | Altre coppe | Altre coppe | Altre coppe | Totale | Totale |
| Stagione            | Squadra             | Comp                | Pres       | Reti       | Comp            | Pres            | Reti            | Comp               | Pres               | Reti               | Comp        | Pres        | Reti        | Pres   | Reti   |
| ------------------- | ------------------- | ------------------- | ---------- | ---------- | --------------- | --------------- | --------------- | ------------------ | ------------------ | ------------------ | ----------- | ----------- | ----------- | ------ | ------ |
| 2003-2004           | Celta Vigo B        | SDB                 | 2+1        | 0          | -               | -               | -               | -                  | -                  | -                  | -           | -           | -           | 3      | 0      |
| 2004-2005           | Celta Vigo B        | SDB                 | 21         | 2          | -               | -               | -               | -                  | -                  | -                  | -           | -           | -           | 21     | 2      |
| 2005-2006           | Celta Vigo B        | SDB                 | 32         | 2          | -               | -               | -               | -                  | -                  | -                  | -           | -           | -           | 32     | 2      |
| 2006-2007           | Celta Vigo B        | SDB                 | 29         | 0          | -               | -               | -               | -                  | -                  | -                  | -           | -           | -           | 29     | 0      |
| Totale Celta Vigo B | Totale Celta Vigo B | Totale Celta Vigo B | 84+1       | 4          |                 | -               | -               |                    | -                  | -                  |             | -           | -           | 85     | 4      |
| 2007-2008           | Celta Vigo          | SD                  | 33         | 1          | CR              | 1               | 0               | -                  | -                  | -                  | -           | -           | -           | 34     | 1      |
| 2008-2009           | Celta Vigo          | SD                  | 24         | 0          | CR              | 2               | 1               | -                  | -                  | -                  | -           | -           | -           | 26     | 1      |
| 2009-2010           | Celta Vigo          | SD                  | 32         | 1          | CR              | 5               | 1               | -                  | -                  | -                  | -           | -           | -           | 37     | 1      |
| 2010-2011           | Celta Vigo          | SD                  | 35+2       | 3          | CR              | 0               | 0               | -                  | -                  | -                  | -           | -           | -           | 37     | 3      |
| 2011-2012           | Celta Vigo          | SD                  | 35         | 1          | CR              | 3               | 0               | -                  | -                  | -                  | -           | -           | -           | 38     | 1      |
| 2012-2013           | Celta Vigo          | PD                  | 34         | 0          | CR              | 3               | 1               | -                  | -                  | -                  | -           | -           | -           | 37     | 1      |
| Totale Celta Vigo   | Totale Celta Vigo   | Totale Celta Vigo   | 193+2      | 6          |                 | 14              | 3               |                    | -                  | -                  |             | -           | -           | 209    | 9      |
| 2013-2014           | Getafe              | PD                  | 19         | 0          | CR              | 2               | 0               | -                  | -                  | -                  | -           | -           | -           | 21     | 0      |
| 2014-2015           | Getafe              | PD                  | 16         | 0          | CR              | 3               | 0               | -                  | -                  | -                  | -           | -           | -           | 19     | 0      |
| 2015-2016           | Getafe              | PD                  | 17         | 0          | CR              | 0               | 0               | -                  | -                  | -                  | -           | -           | -           | 17     | 0      |
| Totale Getafe       | Totale Getafe       | Totale Getafe       | 52         | 0          |                 | 5               | 0               |                    | -                  | -                  |             | -           | -           | 57     | 0      |
| 2016-2017           | APOEL               | AK                  | 9+8        | 0          | CC              | 4               | 0               | UCL+UEL            | 0+7                | 0                  | SC          | 0           | 0           | 28     | 0      |
| 2017-2018           | APOEL               | AK                  | 3          | 0          | CC              | 0               | 0               | UCL                | 9                  | 0                  | SC          | 0           | 0           | 12     | 0      |
| Totale APOEL        | Totale APOEL        | Totale APOEL        | 12+8       | 0          |                 | 4               | 0               |                    | 16                 | 0                  |             | 0           | 0           | 40     | 0      |
| Totale carriera     | Totale carriera     | Totale carriera     | 352        | 10         |                 | 23              | 3               |                    | 16                 | 0                  |             | 0           | 0           | 391    | 13     |

## Palmarès

### Club

#### Competizioni nazionali
- Campionato cipriota: 2

APOEL: 2016-2017, 2017-2018